# Азнашево
Азна́шево (рос. Азнашево, башк. Аҙнаш) — присілок у складі Учалинського району Башкортостану, Росія. Входить до складу Тунгатаровської сільської ради.
Населення — 11 осіб (2010; 10 в 2002).
Національний склад:
- башкири — 100%